# Stråsø Plantage
Stråsø Plantage er et dansk naturområde, der ligger på Skovbjerg Bakkeø i Vestjylland. En del af plantagen hører til Natura 2000-område nr. 64. Plantagen, der omfatter mange forskellige naturtyper, er en af de største af sin slags i Danmark med et areal på 3.300 hektar. Området er ejet af den danske stat og administreres under Naturstyrelsen fra Klosterhede Statsskovdistrikt. En stor del af plantagen, primært hedeområder, er fredet. Stråsø Plantage og Vind Hede blev i 2018 udpeget som en del af Danmarks Naturkanon.
Plantagen ligger i tre kommuner: Holstebro (ca. 40 %), Herning (ca. 40 %) og Ringkøbing-Skjern Kommuner (ca. 20 %).

## Historie
Fra for cirka 14.000 år siden blev området, der nu er Stråsø Plantage, så småt dækket med planter, hvorpå fulgte forskellige dyrearter, og med dem fulgte mennesket på jagt efter dyrene. Lige øst for plantagen er der fundet spor af en boplads fra stenalderen, lige som der inden for plantagens område findes flere gravhøje fra bronzealderen.
Da jordbrug blev almindeligt, havde bønderne for vane at rydde et stykke skov for at dyrke afgrøder, og når udbyttet blev for småt, fældede de nye områder, hvorpå processen gentog sig. Dette førte efterhånden til, at størstedelen af området blev relativt goldt, hvorpå heden overtog pladsen. Dyrkningen fortsatte, men med beskedent udbytte, og bøndernes dyr græssede på hederne og i engområderne langs vandløbene.
I 1600-tallet nåede heden sin største udbredelse, og helt frem til omkring år 1800 var der hede i cirka 40 % af Jylland. Herefter begyndte man at opdyrke jorden med mere effektive metoder, så der i 1950 blot var 8 % af Jylland, der var hede. Imidlertid er den vestlige del af Jylland ofte udsat for kraftige vestenvinde, der kan forårsage jordfygning, og for at imødegå dette, begyndte staten i anden halvdel af 1800-tallet at opkøbe jordområder og tilplante dem med skove, hvilket beskyttede markerne især øst for skovene. I 1859 var H.C. Andersen forbi området og kunne fra Lærkehøj, omtrent midt i den nuværende plantage, se ud over et gigantisk område, og han blev efter sigende inspireret til at skrive en af sine mest kendte sange, "Jylland mellem tvende have". Også Kaj Munk havde tilknytning til området, idet han i en periode ejede Vind Hede, og derfor har en del af denne hede senere fået navnet Kaj Munks Hede.
I 1891 købte staten hedegården Stråsøgaard, og etableringen af skov begyndte i området. Plantagen fik navn efter gården, og jordopkøb fortsatte i nabolaget til 1940-42. En del af området blev bibeholdt som hede. I 1942 blev Ulfborg Statsskovdistrikt oprettet til bestyring af plantagen.
Plantagen var i 2013 hårdt ramt af den store storm i december 2013, hvor en stor mængde træer væltede.

## Naturtyper
Stråsø Plantage er karakteriseret ved, at den består af flere naturtyper fra kulturskov over naturskov, hede med indlandsklit, mose og eng til dyrket agerjord. Kulturskoven er opstået ved beplantning efter etableringen af plantagen. Naturskoven er sandsynligvis rester af den oprindelige skov, der visse steder har fået mulighed for at overleve. Der er flere store heder, hvoraf de tre største er Vind Hede i den østlige del af plantagen samt Nørre og Sønder Vosborg Hede henholdsvis i nordøst og sydøst. Engene er områderne nærmest ved Råsted Lilleå (eller blot Lilleå), som snor sig gennem området og er tilløb til Storå. I små lommer i området er der dyrket agerjord.
Kulturskovene i plantagen består overvejende af nåletræer. I de senere år er kulturskov arealet gradvist reduceret for blandt andet at lade heden overtage et større område.
I området omkring tæt på Lilleå, især på strækningen fra lidt sydøst for Fuglsang Bro og nordvest på til omkring Gosmer Bro finder man områder præget af egekrat. Disse menes at stamme fra den oprindelige skov i området. Egene er her ret små og forkrøblede, hvilket blandt andet skyldes århundreders hugst af træerne samt græssende dyr. Egekrattene er fredede.
Hederne har en langt mere næringsfattig jordbund, og her finder man primært lav bevoksning domineret af lyngarter. Heden plejes for at undgå, at store planter skal komme til at dominere landskabet. Plejen foregår blandt andet ved nedskæring og kontrollerede afbrændinger. Visse steder på hedearealerne, blandt andet omkring Stolbjerg, finder man indlandsklitter og hedesøer. Nogle af klitterne ligger nøgne hen, mens andre er tilvokset med planter fra de omkringliggende heder. 
Moser og engarealer i nærheden af Lilleå nyder godt af det stærkt snoede åløb. I de seneste år der etableret genslyngninger, efter at åen i en periode har været rettet ud flere steder.

## Flora
Træsorterne i de dyrkede skove omfatter blandt andet bjergfyr, rødgran, ædelgran, kæmpegran, skarntydegran (tsuga), søjlegran (omorika) og sitkagran.
I områderne med naturskov finder man foruden eg også bævreasp og tørst blandt træer. Jordbunden her er mere frodig end de heder, der ligger tætpå, så her finder man småplanter som liljekonval, anemone og kohvede.
På hederne finder man typisk lav bevoksning som klokkelyng, mosebølle, tyttebær, revling og den eneste naturlige højere plante, ene. Blandt de knap så almindelige arter finder man fx guldblomme, tormentil og kattefod. Desuden finder man sjældne arter som vårkobjælde samt forskellige former for gøgeurter samt ulvefod.
En række svampearter findes ligeledes i plantagen, heriblandt rødlistede arter som kantet ridderhat (Tricoloma avernense), duft-ridderhat (Tricholoma matsutake), suppe-ridderhat (Tricholoma apium), blålig og orange korkpigsvamp (Hydnellum caeruleum, Hydnellum aurantiacum).

## Fauna
Blandt pattedyr er det kronhjorten, der står særligt markant, og bestanden er i de senere år vokset til over tusind dyr.
Stråsø Plantage var sandsynligvis det første sted, ulven begyndte at yngle i Danmark, da den i 2010'erne igen kom til landet. Det var her, der første gang blev fotograferet ulvehvalpe, og det var også i den sydlige del af området, at en lokal beboer i april 2018 skød en ulv.
Andre større pattedyr, der lever i plantagen, er rådyr, ræv, grævling, odder, hare, mår og egern. Bæveren er i de seneste år kommet til fra det oprindelige udsætningsområde i Klosterhede Plantage og holder til ved Lilleå.
Vind Hede var et af de sidste steder, urfuglen levede naturligt i Danmark, og heden var derfor fredet som urfuglereservat. Den observation af den sky fugl på heden fandt sted i 1996; få år senere, i 2001, blev urfuglen officielt erklæret for uddød i Danmark.
Efter urfuglens forsvinden er det nu stor regnspove, der er den mest markante fugleart, der yngler på Vind Hede. Andre fuglearter på hederne er stor tornskade og natravn. Størstedelen af Vind Hede er beskyttet som vildtreservat, hvilket vil sige, at der ikke er adgang om foråret i yngleperioden, ligesom der resten af tiden kun er begrænset adgang. Ved Lilleå kan man finde isfugle, mens rovfugle som musvåge, duehøg og spurvehøg ligeledes findes i området samt mere sjældent havørn og fiskeørn. Med de seneste års ændring til et mere varieret landskab er der kommet nye fuglearter som grønspætte, sortspætte og ravn til området.
Den ret sjældne trehornede skarnbasse findes på hederne i plantagen. I Lilleå finder man fisk som stalling, bækørred, ål og vildlaks. Den fredede hugorm lever også i hedeområderne. I vandhullerne, der findes forskellige steder i plantagen, kan man finde stor vandsalamander.

## Rekreative anvendelser
Den varierede natur i plantagen er velegnet til vandreture, og der er mange stier og skovveje, der gør dette muligt. Der findes tre afmærkede vandreruter i plantagen: Gosmerturen (ca. 6 km), Stolbjergturen (to varianter) og Lystbækturen (3,3 km + 6,7 km samt 0,6 km kørestolsegnet). Derudover er det tilladt at cykle over hele området, idet man skal være opmærksom på, at der overvejende er tale om grusveje. Vandring og cykling kan kombineres med geocaching, idet der er flere mål herfor i plantagen. Der findes tre lejrpladser i området, hvor det er muligt at tænde bål.
Badning er muligt i en badesø i områdets nordvestlige del. Lystfiskeri er mulig med fiskekort i Lilleå, mens de mange fiskesøer ikke rummer fisk. Nogle af lodsejerne inden for plantagens område ejer jagten der, mens andre dele udbydes som dagjagt. De vigtigste jagtdyr er kronhjorte, rådyr, harer og ræve.
Kørsel på mountainbike er mulig på en bane anlagt i et bakket terræn øst for Sønder Vosborg Hede. Desuden er ridning og kørsel med hestevogne mulig på vejene og brandbælter.
Endelig kan nævnes, at det er muligt at blukke bær og planter i skoven. Især tyttebærplukning er eftertragtet på hederne, hvilket understøttes ved, at de skovveje, der ellers ikke er åbne for almen trafik, hvert år åbnes for bilkørsel i den sidste weekend i august for at gøre adgangen lettere. Også svampeplukning er mulig, og det er ikke svært at finde kantareller og rørhatte i området. Blomster og andre planter kan plukkes, idet man skal være opmærksom på de fredede arter (heriblandt vårkobjælde, gøgeurter og arter af ulvefod).

## Kommerciel udnyttelse
Plantagen er ud over at være rekreativt område også basis for skovdrift, hvor der fældes træ til tømmer og juletræer og klippes grangrene til julepynt. Skovens drift sker med skyldig hensyn til dyrelivet og biodiversiteten, og som en sideeffekt er de store skov- og hedearealer med til at sikre rent drikkevand.
Blandt de aktiviteter, der foregår i plantagen, er frøavl og forsøgsarbejde med en række træsorter.